# Utero unicorne
L'utero unicorne è una rara condizione anatomica dell'utero e generalmente si riscontra in una donna su 4000 circa.
È caratterizzato da un utero di dimensioni più piccole del consueto e per la presenza di una sola tuba e di un solo ovaio. La condizione può essere asintomatica ma può accadere che questo possa indurre il mancato sviluppo del feto che, in assenza di un adeguato spazio uterino, nasce prematuro.
L'utero unicorne è causato dal mancato sviluppo e fusione dei corni di Muller durante l'ontogenesi. Normalmente, i due corni di Muller si ingrandiscono e si uniscono formando un solo utero. Nei casi di utero unicorno questo processo, per ragioni non note, non si compie, e si genera un utero di piccole dimensioni.